# 康帕朗
康帕朗（法語：Camparan，法語發音：[kɑ̃paʁɑ̃]）是法国上比利牛斯省的一个市镇，属于巴涅尔德比戈尔区。

## 地理
康帕朗（42°50'16"N, 0°21'18"E）面积2.35 平方千米，位于法国奧克西塔尼大區上比利牛斯省，该省份为法国西南部内陆省份，北至热尔省，西接大西洋比利牛斯省，南与西班牙接壤，东临上加龙省。
与康帕朗接壤的市镇（或旧市镇、城区）包括：居尚、阿泽、布里斯、格赖扬。

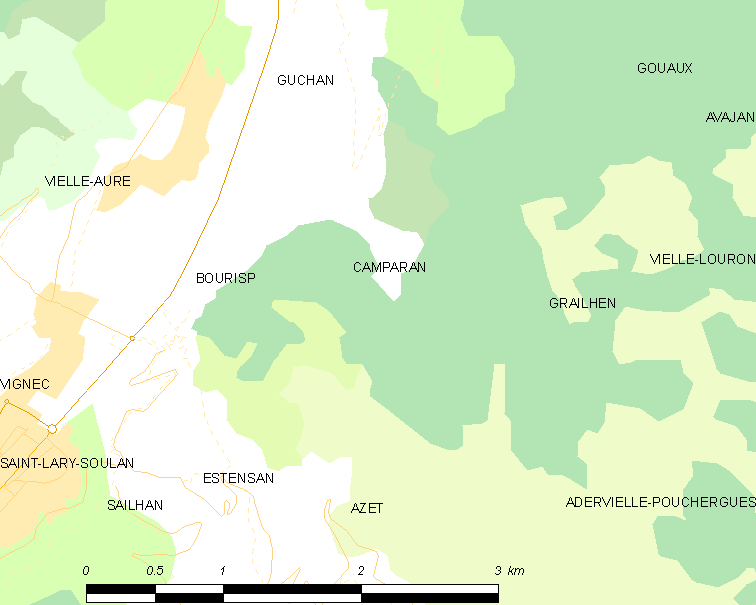
康帕朗的OSM定位图

康帕朗的时区为UTC+01:00、UTC+02:00（夏令时）。

## 行政
康帕朗的邮政编码为65170，INSEE市镇编码为65124。

## 政治
康帕朗所属的省级选区为内斯特-欧尔-卢龙县。

## 人口

1962-2008年间康帕朗人口变化图示

康帕朗于2022年1月1日时的人口数量为51人。